# Шарган
Шарган (лат. Vipera ursinii) је најмања и најређа европска змија отровница којој прети изумирање. Једна је од три змије отровнице на територији Србије и Републике Српске. 

## Физички изглед
Просечна величина одраслих јединки Шаргана креће се између 30 и 50 центиметара. Најдужа јединка може да достигне дужину од свега 50 до 60 центиметара.
Основна боја шаргана креће се од светлосиве до светлобраонкасте у зависности од пола. Има јасно изражене цик-цак шаре које су обично тамнобраон или сивкасте боје.
Бочно, дуж леђа налазе јој се браон или црне туфне. Доња страна тела је обично беле или сиве боје.
Глава јој је овална са три крупне крљушти. Леђне крљушти имају гребен. Јасно је одвојена од тела. 
Као и код осталих отровница, реп шаргана је краћи у односу на тело. Тело је здепасто. На горњој страни главе има тамни узорак у облику латиничног слова В, а од ока до врата се протеже тамна пруга која се наставља у пеге дуж бочне стране тела. 
Мужјаци и женке постоји полни диморфизам видљив у величини и боји, те дужини репа. Мужјаци су углавном светлосиви с израженијом цик-цак шаром (оштри рубови). Мужјаци имају дужи реп у односу на женке. Али су женке веће.
Зенице шаргана су вертикалне као и код других змија отровница.

## Размножавање
Шарган је једна је од „најстидљивијих” змија. Највећи део године проводи под земљом или старим корењем дрвећа.
Хладни део године, од октобра-новембра до марта-априла проводи у мировању, зимском сну (хибернација). Мужјаци излазе први, углавном у априлу у зависности од временских услова. Женке се појављују две до три недеље касније. Убрзо након тога ове змије крећу и са парењем.
Не полаже јаја, већ рађа потпуно формиране младе. На свет могу донети од две до седам младих змија дужине од 13 до 15 центиметара не тежих од три грама.

## Исхрана
Шаргани се углавном хране зрикавцима и скакавцима, а ређе глодарима и гуштерима.

## Отров
Отров шаргана је слабог интензитета и није опасан по човека, и реакција места уједа је слична убоду пчеле или осе. 

## Распрострањеност
Обично избегава места где има људи и склања се када осети вибрације тла. Уколико се осете угроженим, уклупчају се и држе усправно главу. Своје негодовање исказују гласним сиктањем. До уједа најчешће долази када се нагази.
Највише воли планине.
Насељава високопланинске пашњаке и ливаде изнад 1500 метара надморске висине.
Насељава простор Француске, Шпаније и Балканског полуострва.
У Србији ова врсте отровнице је веома мало распрострањена. Углавном насељава станишта на Проклетијама и Шар планини.
Као најређа змија у Србији, шарган је строго заштићен у Србији, ИУЦН статус: ВУ